# Rauvolfia schuelii
Rauvolfia schuelii är en oleanderväxtart som beskrevs av Carlos Luis Spegazzini. Rauvolfia schuelii ingår i släktet Rauvolfia och familjen oleanderväxter. Inga underarter finns listade i Catalogue of Life.